# 拟地皮消属
拟地皮消属（学名：Leptosiphonium）是爵床科下的一个属。该属共有约11种，分布在伊里安岛和所罗门群岛。